# Поэт-лауреат США
Поэт-лауреат США — официальный поэт Библиотеки Конгресса США.
В США звание поэта-лауреата было учреждено законодательным актом Конгресса в 1985. Однако с 1937 по 1986 годы существовало звание консультанта по поэзии при Библиотеке Конгресса. Главные обязанности американского поэта-лауреата — выступать с лекциями и публичными чтениями, консультировать Библиотеку Конгресса по её литературным программам и рекомендовать новых поэтов, достойных того, чтобы их имена были внесены в архив Библиотеки. Он получает стипендию 35000 долларов в год.
В отличие от звания поэт-лауреат в Великобритании, где оно присуждается пожизненно, в США это звание присваивается на ограниченный срок 1-2 года.

## Обзор
Поэт-лауреат-консультант по поэзии ежегодно назначается Библиотекарем Конгресса Соединённых Штатов и работает с октября по май. При определении на государственную должность Поэт-лауреат Библиотеки Конгресса США очередного кандидата Библиотекарь Конгресса консультируется с нынешними и бывшими лауреатами и другими выдающимися личностями в этой области.
В настоящее время лауреат получает ежегодную стипендию в размере 35 000 долларов (англ. Stipend; (коренные отличия понятия «стипендия» в США и в России необходимо учитывать)), предоставленную ему Арчером М. Хантингтоном. 3 октября 1985 года Конгресс США принял закон, автором которого был сенатор от Гавайев Спарк М. Мацунага, изменивший название должности на должность поэта-лауреата-консультанта по поэзии. Библиотека сводит к минимуму возложенные на неё обязанности, позволяя сотрудникам заниматься своими собственными проектами, находясь в библиотеке. Лауреат представляет ежегодную лекцию и чтение своих стихов и обычно представляет поэтов в серии поэзии библиотеки, старейшей в районе Вашингтона и одной из старейших в Соединённых Штатах. Эта ежегодная серия публичных поэтических и художественных чтений, лекций, симпозиумов и эпизодических драматических представлений началась в 1940-х годах. Коллективом лауреатов было привлечено более 2000 поэтов и авторов в библиотеку для чтения для архива записанной поэзии и литературы.
Каждый поэт-лауреат привнес в эту должность свой особый акцент. Максин Кумин начала популярную серию поэтических семинаров для женщин в Библиотеке Конгресса. Гвендолин Брукс встретилась с учащимися начальной школы, чтобы побудить их писать стихи. Иосиф Бродский инициировал идею массового распространения сборников стихов в аэропортах, супермаркетах и гостиничных номерах. Рита Дав, считающаяся первым поэтом-активистом лауреатом премии, собрала вместе писателей, чтобы исследовать африканскую диаспору глазами её художников, отстаивала детскую поэзию и джаз с поэтическими мероприятиями и читала в Белом доме во время Билла Клинтона. Роберт Хасс организовал переломную конференцию, на которой собрались популярные романисты, поэты и рассказчики, чтобы поговорить о писательстве, природе и обществе, а также стал соучредителем Международного конкурса детской поэзии и искусства. Проект Билли Коллинза «поэзия 180» распространил стихотворение во всех средних школах на каждый день учебного года. Эти стихи были также собраны и опубликованы в двух антологиях.

## Назначенные лица (список)

### Консультанты в области поэзии
- 1937 — Джозеф Аусландер
- 1943 — Аллен Тейт
- 1944 — Роберт Пенн Уоррен
- 1945 — Луиза Боган
- 1946 — Карл Шапиро
- 1947 — Роберт Лоуэлл
- 1948 — Леони Адамс
- 1949 — Элизабет Бишоп
- 1950 — Конрад Эйкен (Впервые выполнял обязанности два срока)
- 1952 — Уильям Карлос Уильямс (Был назначен, но не выполнял своих обязанностей)
- 1956 — Рэндалл Джаррелл
- 1958 — Роберт Фрост
- 1959 — Ричард Эберхарт
- 1961 — Луис Унтермейер
- 1963 — Говард Немеров
- 1964 — Рид Уайтмор
- 1965 — Стивен Спендер
- 1966 — Джеймс Дикки
- 1968 — Уильям Джей Смит
- 1970 — Уильям Стаффорд
- 1971 — Джозефина Джакобсон
- 1973 — Дэниел Хоффман
- 1974 — Стэнли Кьюниц
- 1976 — Роберт Хэйден
- 1978 — Уильям Мередит[англ.]
- 1981 — Максин Кумин
- 1982 — Энтони Хект
- 1984 — Роберт Фицджеральд (по состоянию здоровья не выполнял обязанностей поэта-лауреата)
- 1984 — Рид Уайтмор (временный консультант по поэзии)
- 1985 — Гвендолин Брукс

### Поэты-лауреаты — консультанты в области поэзии
- 1986 — Роберт Пенн Уоррен
- 1987 — Ричард Перди Уилбер
- 1988 — Говард Немеров
- 1989 — Марк Стрэнд
- 1991 — Иосиф Бродский
- 1992 — Мона Ван Дайн
- 1993 — Рита Дав
- 1995 — Роберт Хасс
- 1997 — Роберт Пински
- 1999 — Специальные консультанты к двухсотлетию Библиотеки Конгресса: Рита Дав, Луиза Глюк, и Уильям Стэнли Мервин
- 2000 — Стэнли Кьюниц
- 2001 — Билли Коллинз
- 2003 — Луиза Глюк
- 2004 — Тэд Кузер
- 2006 — Дональд Холл
- 2007 — Чарльз Симик
- 2008 — Кей Райан (два срока)
- 2010 — У. С. Мервин
- 2011 — Филип Ливайн (англ.)
- 2012—2013 — Наташа Третвэй
- 2014—2015 — Чарльз Райт[2]
- 2015—2016 — Хуан Фелипе Эррера
- 2017—2019 — Трейси К. Смит
- Джой Харджо[англ.] (2019—2022)
- Ада Лимон (2022—настоящее время)

### Специальные консультанты в области поэзии
1999-2000 (К 200-летию библиотеки Конгресса) Рита Дав, Луиза Глюк и У. С. Мервин